# Wiener Automobil-Wagen und Kleinmotorenfabrik
Die Wiener Automobil-Wagen und Kleinmotorenfabrik war ein Hersteller von Automobilen aus Österreich-Ungarn.

## Unternehmensgeschichte
Das Unternehmen aus Wien begann um 1900 mit der Produktion von Automobilen. Es stellte auf der Ersten Internationalen Automobilausstellung, die der Österreichische Automobil-Club vom 31. Mai bis zum 10. Juni 1900 im Wiener Prater veranstaltete, ein Fahrzeug aus. Der Markenname lautete Wiener Automobil. Wenig später endete die Produktion.

## Fahrzeuge
Das einzige Modell war eine Voiturette. Für den Antrieb sorgte ein wassergekühlter Einzylindermotor. Die Motorleistung wurde mittels Riemen auf die Hinterräder übertragen.